# Alexandre-Auguste Guilmeth
Alexandre-Auguste Guillemette, dit Guilmeth, né le 2 septembre 1807 à Brionne et mort le 28 avril 1869 à Melun, est un historien normand.

## Biographie
Alexandre-Auguste Guillemette fait ses études au petit séminaire d’Écouis, puis au collège de Bernay. Il adopte pour son nom la graphie Guilmeth en raison de son affection pour l'Ancien Régime et de ses affinités légitimistes. De 1849 à 1859, il est professeur à Rouen. Il est envoyé au collège d'Amiens comme surveillant général. 
Il est membre de la Société de l’histoire de France, de l'Institut historique de France et de la Société française de statistique universelle.
Personnage turbulent, qualifié d'« historien mitrailleur », il laisse une œuvre riche mais controversée. 

## Publications
- Notice historique sur le château de Brionne, Rouen, Nicétas Périaux, 1831.
- Histoire communale de l'arrondissement de Pont-Audemer  (ill. P. Philippe), Paris, Delaunay, 1832.
- Histoire de la ville de Brionne, Paris, Delaunay, 1834.
- Notices historiques sur la ville d'Évreux et ses environs ; le bourg de Gaillon, le Château-Gaillard et le bourg d'Écouis, près Andelys, Paris, Delaunay, 1835, 110 p. (lire en ligne).
- Description géographique, historique, monumentale et statistique des arrondissements du Havre, Yvetot et Neufchatel suivie de l'histoire communale des environs de Dieppe, Paris, Delaunay, 1838 (lire en ligne).
- Histoire communale des environs de Dieppe, contenant les cantons de Longueville, Tôtes, Bacqueville, Offranville, Envermeu et Bellencombre, Paris, Delaunay, 1838, 328 p. (lire en ligne).
- Histoire de la ville et des environs d'Elbeuf depuis les temps les plus reculés jusqu'à nos jours, Rouen, Berdalle de Lapommeraye, 1842, 684 p. (lire en ligne).
- Notice historique sur la ville et les environs d'Évreux, Rouen, Le Brument, 1849 (lire en ligne).
- Notices historiques sur diverses localités du département du Pas-de-Calais, Amiens, A. Caron, 1852, 34 p..
- Notice sur Messire Jean Baucher, roi d'Yvetot 1484-1498, Rouen, A. Le Brument, 1859.
- Histoire cantonale de la Flandre, ou Description des arrondissements de Lille, d'Hazebrouck et de Dunkerque, Lille, Horemans, 1866-1867 (OCLC 457462425).